# Kallisztó

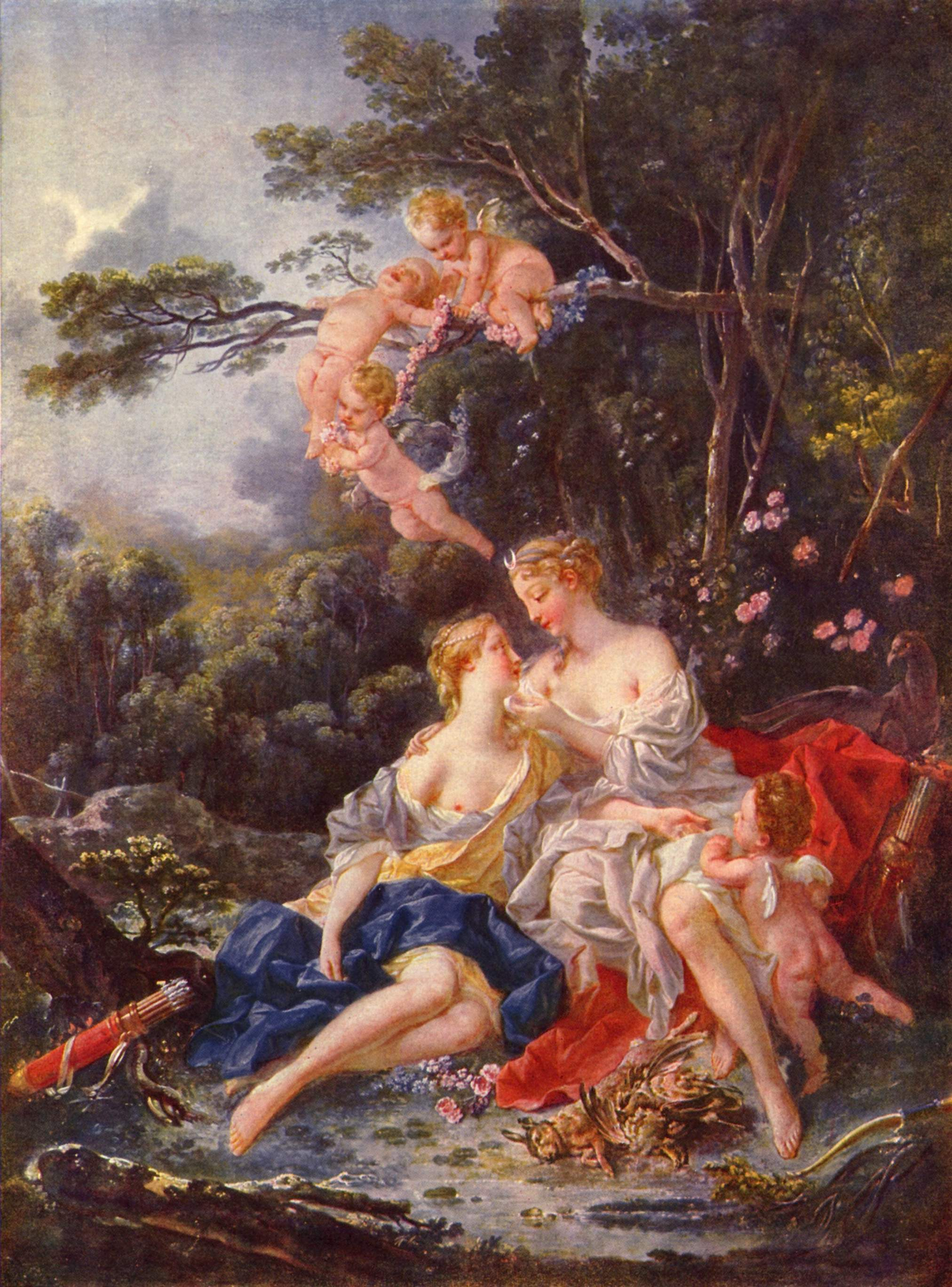
François Boucher: Jupiter és Kallisztó, 1769

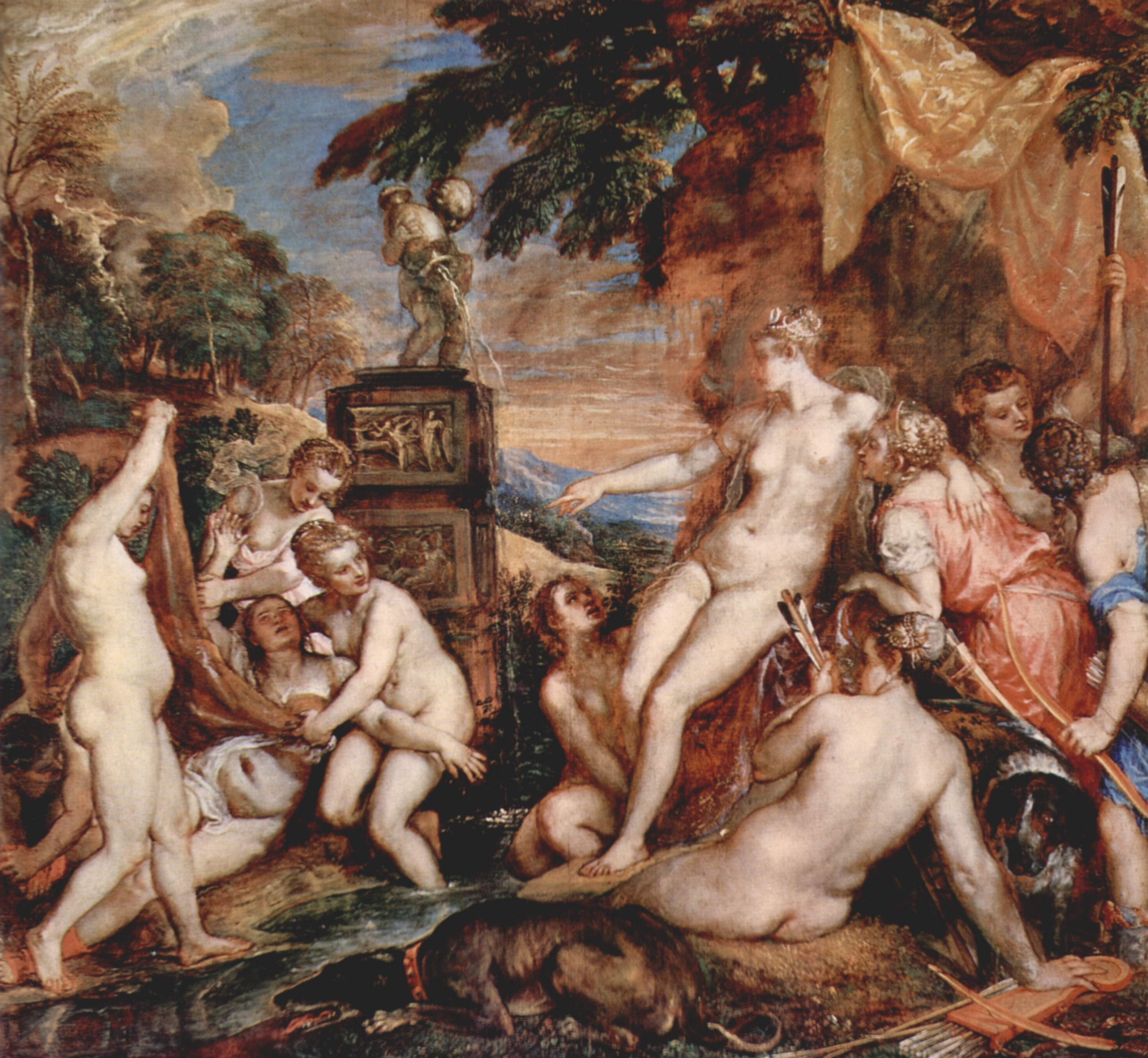
Tiziano: Artemisz és Kallisztó (National Gallery of Scotland, London)

A görög mitológiában Kallisztó Lükaón árkádiai király leánya. Artemisz kísérője, aki szüzességi fogadalmat tett az istennő szolgálatáért. Neve a görög kalliste (καλλιστη) szóból ered, jelentése: legszebb.

## Története
A vadászatra mindig az istennővel tartó Kallisztó, kiválóságával és ügyességével hamar kivívta Artemisz kegyeit. A gyönyörű nimfa azonban kisvártatva elkápráztatta magát a főistent, Zeuszt is. Ám szűzi fogadalmát nem akarta megszegni. A főisten cselhez folyamodott, és Artemisz alakjában jelent meg Kallisztó előtt, aki gyanútlanul leengedte fegyvereit, és így Zeusz megerőszakolhatta. Kallisztó terhes lett, és reményvesztetten megpróbálta eltitkolni születendő gyermekét Artemisz elől. Egy ideig sikerült neki lepleznie a titkot, azonban egyszer amikor együtt fürödtek meztelenül az istennővel egy patakban, napvilágot látott a súlyos esküszegés.
Artemisz borzalmas haragra gerjedt, de mert Kallisztó az egyik kedvence volt, így csak száműzte szent erdejéből, és egyebekben nem bántotta. Kallisztó egyedül maradt, kiszolgáltatva Héra bosszújának, aki féltékeny volt férje ágyasaira. Így a hajánál fogva felemelte és a földre vetette a szerencsétlen lányt. Kallisztó Héra bosszújának beteljesüléseként medve képében ért földet. Hermész ellopta Kallisztótól gyermekét, és saját anyjának, Maiának a gondjaira bízta. Itt kapta az Arkasz nevet, ami medvét jelent. Maia jó vadászt nevelt a fiúból. A legenda szerint egyszer Arkasz az erdőt járta, amikor Kallisztó megpillantotta elvesztett gyermekét. Megismerte, és keblére akarta szorítani fiát, azonban megfeledkezett arról, hogy az őt medve alakjában aligha fogja megismerni. Az ifjú megrémült az állattól és le akarta nyilazni, azonban Zeusz megsajnálta Kallisztót, és még mielőtt halálos sebet kapott volna felemelte őt a csillagok közé. Kallisztó így vált a Nagy Medve csillagképpé. Zeusz mellé emelte gyermekét is, így Arkoszból lett a Kis Medve képe. Héra azonban még itt sem akart békét hagyni a nimfának, és megkérte Ókeanoszt, hogy ne engedje a két medvét inni a Föld vizeiből. Ezért van az, hogy a Nagy Medve és a Kis Medve egész évben úgy vándorol az éjszakai égbolton, hogy soha nem érintik a horizontot. (Az ilyen csillagképet cirkumpolárisnak nevezik.)

## Ábrázolásai
- Története Ovidius Átváltozások című munkája után a barokk és reneszánsz kor felkapott témája lett;

Tiziano háromszor is feldolgozta; az egyik az Artemisz és Kallisztó (1559)- a londoni Bridgewater House-ban található, a második 1560-ban készült, jelenleg a bécsi Kunsthistorisches Museumban, a harmadik, ami jelenleg a edinburghi National Gallery of Scotland-ben található.
- Rubens: Diana és Callisto, a madridi Pradóban
- François Boucher: Jupiter és Kallisztó (1769) – a londoni Wallace gyűjteményben
- Wouters – Artemisz és Kallisztó XVII. századi csehországi képe a kromerízi kastélyképtárban
- Franz Anton Maulbertsch – XVIII. századi festménye, mely a brnói Morva Galériában található

Története az ókorban Ovidiuson kívül más írót nem is igen ragadt meg, valamint képzőművészeti alkotások sem maradtak ránk, amik Kallisztót ábrázolják.
A festészet mellett más művészeti ágak is feldolgozták történetét:
- Francesco Cavalli – Kallisto című 1652-es operája
- F. J Gosek – Kallisto című balettje
- Jaroslav Vrhlicky – 1883-as Kallisto című költeménye